# Mikro Cztery Trzecie

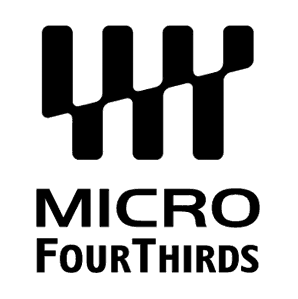

Matryca 4/3 wśród innych rozmiarów matryc światłoczułych

Micro Cztery Trzecie, Micro 4/3 (ang. Micro Four Thirds) – otwarty system przeznaczony do aparatów bezlusterkowych, bazujący na systemie Cztery Trzecie przeznaczonego do lustrzanek. System określa wymiar matrycy, taki sam jak w przypadku matrycy Cztery Trzecie, ale posiada inne mocowanie, ze względu na inną odległość od matrycy. System powstał w 2008 roku dzięki współpracy firm Panasonic oraz Olympus, początkowo nie spotkał się z przychylnymi opiniami, ale z biegiem czasu uzyskał liczne grono zwolenników. Dołączali nowi producenci jak Sigma, Tamron, Leica, Samyang oraz Sharp.
Mimo że system jest otwarty, między obiektywami i aparatami mogą się pojawić niezgodności.
Aparaty oraz obiektywy micro cztery trzecie zazwyczaj są mniejsze niż ich odpowiedniki dla lustrzanek. Mimo to powstają także profesjonalne aparaty przeznaczone dla fotografii reporterskiej i sportowej, które wielkością dorównują lustrzankom.
Tak jak w przypadku systemu 4/3, aby określić kąt widzenia dla pełnej klatki, stosuje się mnożnik 2. To znaczy, że ogniskowa 50mm, dla systemu micro 4/3, będzie odpowiadała kątowi widzenia obiektywu 100mm dla pełnej klatki.